# Dolac (ort i Montenegro)
Dolac är en ort i Montenegro. Den ligger i den östra delen av landet, 70 km nordost om huvudstaden Podgorica. Dolac ligger 729 meter över havet och antalet invånare är 1 293.
Terrängen runt Dolac är huvudsakligen kuperad, men åt sydväst är den bergig. Dolac ligger nere i en dal. Runt Dolac är det ganska glesbefolkat, med 48 invånare per kvadratkilometer. Närmaste större samhälle är Berane, 1,7 km öster om Dolac. I omgivningarna runt Dolac växer i huvudsak blandskog.